# Bioforstærkning
Bioforstærkning er måder at øge afgrøders ernæringsmæssige værdi, enten gennem konventionel forædling eller gennem genteknologi.
Bioforstærkning ses som et middel på at kompensere for underskud af (mikro)næringsstoffer, vitaminer og mineraler. WHO estimerer at biofortifikation med jern kan hjælpe to milliarder mennesker, der lider af anæmi.[kilde mangler]

## Eksempler på bioforstærkede afgrøder
- Hvede og majs bioforstærket med zink.
- Ærter og cassava bioforstærket med jern.
- Perlehirse[1], ris, bønner og søde kartofler bioforstærket med jern og zink
- Golden rice og søde kartofler bioforstærket med beta-caroten (pro-vitamin A)
- Sorghum og cassava bioforstærket med essentielle aminosyrer og protein.

## Eksterne links
1. ↑  Indien kæmper for at mætte millioner af verdens fattige. Politiken 6.7.2014

- Breeding crops for better nutrition. Harvest Plus Arkiveret 14. juli 2014 hos  Wayback Machine
- Directory of publications related to biofortification Arkiveret 1. juli 2014 hos  Wayback Machine
- HarvestPlus Arkiveret 1. juli 2014 hos  Wayback Machine
- Golden rice
- The WHO Vitamin and Mineral Nutrition Information System